# دلتوتا
دلتوتا (به لاتین: Deltota) یک منطقهٔ مسکونی در سری‌لانکا است که در استان مرکزی (سری‌لانکا) واقع شده‌است.